# Masto

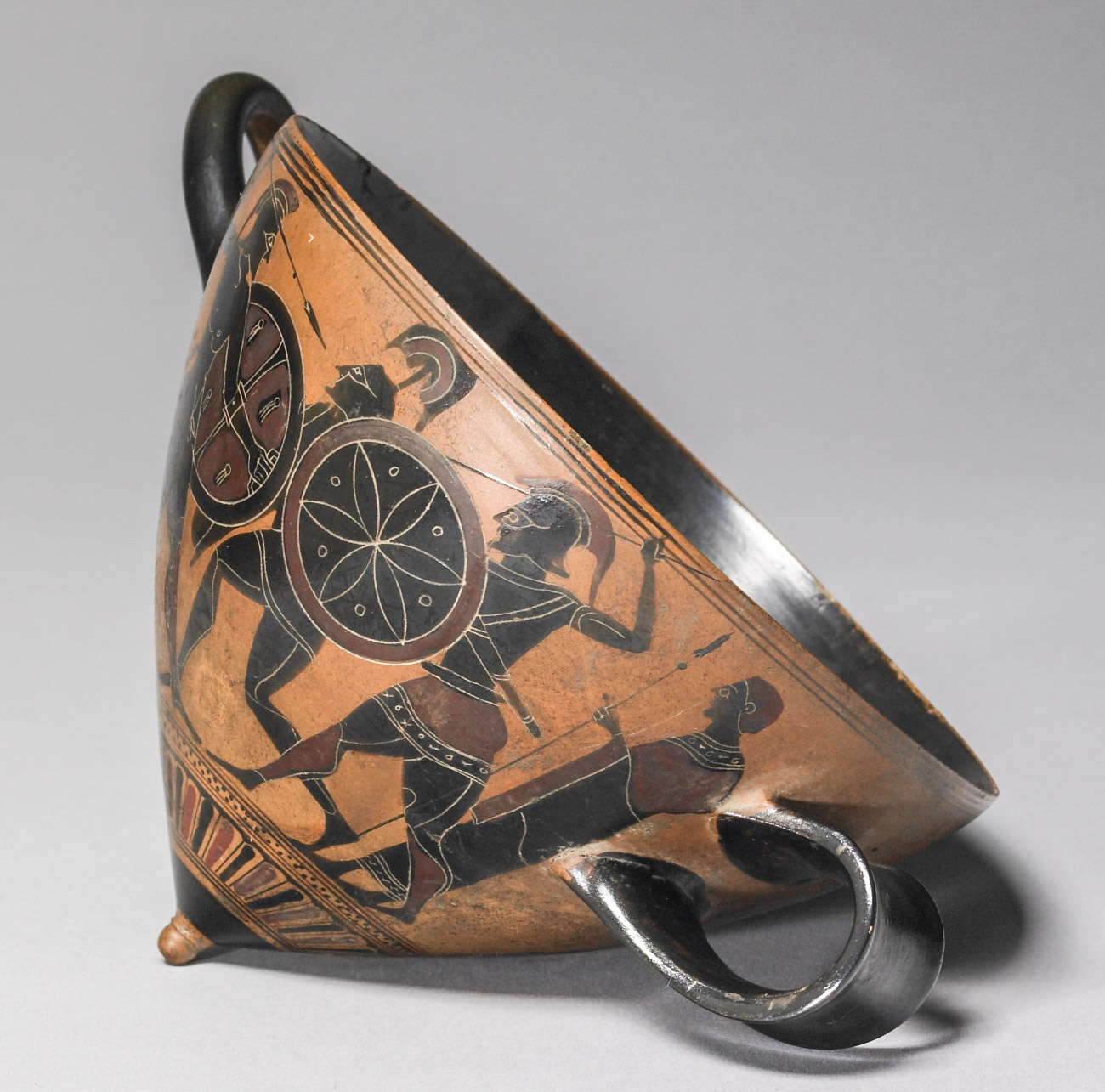
Masto de figuras negras, ca. 530 a. C., con escenas de combate (Museo Walters).

Masto (en griego: μαστός, pecho; plural mastoi) es un vaso griego antiguo para beber con forma de pecho de mujer. Este tipo también se llama copa parabólica, y tiene ejemplos paralelos hechos de vidrio o plata. Los ejemplares son principalmente realizados en la técnica de figuras negras o de fondo blanco, aunque los primeros ejemplos pueden ser de figuras rojas. Un masto típicamente tiene dos asas y un «pezón» en la parte inferior, aunque algunos ejemplos tienen un pie como base. Una copa mastoide es cónica, pero con un fondo plano, con o sin asas.
Las asas de un masto pueden estar emparejadas horizontalmente, pero también pueden estar dispuestas con una horizontal, y una vertical como el mango de una taza. El asa vertical habría facilitado el beber del vaso relativamente profundo, en contraste con el kílix más superficial. Tener un asa girada en un ángulo diferente también puede haber sido un dispositivo para colgar la taza cuando tenía la base puntiaguda.
En algunos contextos arqueológicos, la forma de pecho de la copa sugiere funciones rituales. Las representaciones mastoides y votivas de los senos se encuentran como ofrendas (vota) en los santuarios de deidades como Diana y Hércules, que en la antigua religión romana tenían funciones relacionadas con el nacimiento, la lactancia y la crianza de los niños. Las dedicatorias a veces eran hechas por nodrizas. La copa en forma de pecho puede tener un significado religioso; el beber leche materna por un adulto que es anciano o está a punto de morir simbolizaba el renacimiento potencial en la vida después de la muerte. En la tradición etrusca, la diosa Juno (Uni) ofrece su pecho a Hércules como señal de que puede entrar en las filas de los inmortales.